# Kunie Sugiura
Pour les articles homonymes, voir Sugiura (homonymie).
Kunie Sugiura (杉浦 邦恵, Sugiura Kunie, née en 1942, à Nagoya au Japon) est une photographe japonaise dont le medium préféré est le photogramme.
Sa première exposition de groupe est Vision and Expression, à la George Eastman House, à Rochester, New York en 1969 et sa première exposition personnelle à la Warren Benedek Gallery à New York en 1972.
Elle reçoit son BFA de l'École de l'Institut d'art de Chicago en 1967. Elle vit et travaille à New York.

## Sélection d'ouvrages

### Albums
- Sugiura, Kunié, Dark matters, light affairs, New York, NY : Arts Management, 2000.  (ISBN 0-295-98038-9)
- Sugiura, Kunié, Artists and Scientists, Nazraeli Press, 2007.  (ISBN 978-1-59005-190-0)